# فشاری آب

فشاری آب یا فشاری ستون‌های کوتاهی بودند که در گذرگاه‌ها و خیابان‌های تهران قدیم کار گذاشته می‌شدند. این ستون‌ها که اغلب جنس‌شان از آهن یا فولاد بود به منظور تهیه آب نصب می‌گردید. سر ستون‌ها دارای دکمه‌هایی فلزی بود که مردم می‌بایست جهت تهیه آب این دکمه را با فشار زیاد فشار می‌دادند. پس از فشردن دکمه‌های فلزی آب از شیارهایی جاری می‌شد.